# ヨーク・ホールディングス
株式会社ヨーク・ホールディングス（英: YORK Holdings Co., Ltd.）は、スーパーマーケット事業を主体とする日本の中間持株会社で、セブン&アイ・ホールディングスの完全子会社。

## 略歴
セブン&アイ・ホールディングスのスーパー事業等のグループ構造再編に伴い、同社の食品スーパーマーケット事業および専門店・その他事業（以下SST事業グループ）を統括する中間持株会社として、2024年10月11日に設立。

## 沿革
- 2024年（令和6年）
  - 10月10日 - セブン&アイ・ホールディングスのSST事業グループを統括する中間持株会社として「ヨーク・ホールディングス」を2024年10月11日に設立することを発表[4]。
  - 10月11日 - 設立。
- 2025年（令和7年）
  - 2月28日 - 株式交換により、イトーヨーカ堂、ヨークベニマル、セブン&アイ・フードシステムズ、セブン&アイ・クリエイトリンクを完全子会社化。また、吸収分割により、シェルガーデン、ロフト、赤ちゃん本舗を連結子会社化。[5]
  - 3月6日 - セブン&アイ・ホールディングスが、当社全株式をベインキャピタルに8,147億円（53.7億ドル）で譲渡し、セブン&アイと創業家で40%の持分について再出資を行う最終契約を締結。ベインが実際に投資する金額は約4900億円になる見通しで、一連の取引を9月までに完了させる[6][7][8]。

## 傘下企業
主要な子会社および関連会社。

### 食品スーパーマーケット事業
- 株式会社イトーヨーカ堂
  - 株式会社セブンファーム
  - 株式会社Peace Deli
  - イトーヨーカ堂（中国）投資有限公司
  - 華糖ヨーカ堂有限公司
  - 成都イトーヨーカ堂有限公司
  - 株式会社YKB （関連会社）- 旧ヨーク警備
  - 株式会社天満屋ストア （関連会社）
  - 株式会社ダイイチ （関連会社）
- 株式会社ヨークベニマル
  - 株式会社マルニ
  - 株式会社サンエー
- 株式会社シェルガーデン

### 専門店・その他事業
- 株式会社赤ちゃん本舗
  - 台灣阿卡將本舗股份有限公司
- 株式会社セブン&アイ・フードシステムズ
- 株式会社ロフト
- 株式会社セブン&アイ・クリエイトリンク
  - 株式会社セブンカルチャーネットワーク